# Lanval
Lanval est l'un des Lais de Marie de France. Ce lai est écrit en anglo-normand. Originaire de Bretagne 

## Résumé
Il raconte l'histoire d'un chevalier à la cour du roi Arthur qui est négligé par le roi, courtisé par une dame féerique (recevant différents cadeaux de celle-ci) et qui repousse les avances de la reine Guenièvre. L'intrigue est compliquée par la promesse de Lanval de ne pas révéler l'identité de sa maîtresse, promesse qu'il rompt lorsque Guenièvre l'accuse de n'avoir « aucun désir pour les femmes ». Devant Arthur, Guenièvre accuse Lanval de lui faire honte et Arthur, lors d'un long procès, exige que Lanval révèle le nom de sa maîtresse. Malgré la promesse rompue, l'amante féerique apparaît, excuse Lanval et l'amène avec elle à Avalon. 

## Adaptations
Ce lai breton a été populaire et a été adapté en moyen anglais sous les titres de Sir Landevale, Sir Launfal et Sir Lambewell, ainsi qu'en vieux norrois dans les Strengleikar.